# BMW na dirkah 24 ur Willhira
Dirka 24 ur Willhira, angl. Willhire 24 Hour, je bila vzdržljivostna avtomobilistična dirka na dirkališču Snetterton Motor Racing Circuit, Anglija. Dirkališče je bilo dolgo 4779 m. Trajala je med letoma 1980 in 1994.
- Sezona 1990:

BMW je tekmoval z dirkalnikom BMW M3 in zmagal skupno na dirki s tremi dirkači Mattom Nealom, Davom Wallisom in Stuartom McCruddenom.
- Sezona 1991:

V tej sezoni so tekmovali z dirkalnikom BMW M3 in skupno zmagali na dirki z dirkači Kurtom Lubyem, Willom Hoyem in Rayem Bellmom.
- Sezona 1992:

Tudi v tej sezoni so dirkali z dirkalnikom BMW M3 in zmagali skupno z dirkači Mikom Jordanom, Stevom Griffinom in Grahamom Coomesom.
- Sezona 1993:

Dirkali so z dirkalnikom BMW M3 in še četrtič zapored zmagali skupno s štirimi dirkači Mikom Jordanom, Mikom Burttom, Charliem Coxom in Johnom Morrisonom.